# 이한주 (배우)
이한주(1987년 4월 2일 ~ )는 대한민국의 배우이다.

## 출연작

### 영화
- 《나의 피투성이 연인》 (2023년) - 김건우 역
- 《여섯 개의 밤》 (2023년) - 선우 역
- 《헌트》 (2022년) - 터널 사내 역
- 《그 겨울, 나는》 (2022년) - 욱현 역
- 《평평남녀》 (2022년) - 준설 역
- 《짝사랑》 (2021년) - 인범 역
- 《그 겨울, 나는》 (2021년) - 욱현 역
- 《소설》 (2021년) - 동민 역
- 《세이레》 (2020년) - 기혁 역
- 《둥지》 (2020년) - 남바 역
- 《아무도 없는》 (2019년) - 아빠 역
- 《사랑의 방식》 (2019년) - 종우 역
- 《파테르》 (2019년) - 오성 역
- 《하진》 (2018년)
- 《손님》 (2017년) - A/S 기사 역
- 《여름내》 (2017년)
- 《오두막》 (2016년) - 영한 역

## 수상
- 2016년 제18회 부산독립영화제 열 여덟 번째 프로포즈상
- 2018년 제20회 부산독립영화제 연기상